# America (1940)
Pour les articles homonymes, voir America et American Star (film).
L’America est un paquebot transatlantique construit en 1940 pour les United States Lines, pour servir sur la ligne de l’Atlantique Nord. Sa carrière débutant durant la Seconde Guerre mondiale, le navire sert tout d'abord de transport de troupes sous le nom d’USS Westpoint. Après la guerre, il poursuit sa carrière au sein de la marine marchande américaine jusqu'en 1964, date à laquelle il est racheté par une compagnie grecque et prend le nom d’Australis.
En 1978, la compagnie Ventura Cruises lui redonne son nom d'origine et tente de lui redonner sa gloire passée, mais l'opération est un échec et le navire revient entre les mains de son propriétaire précédent au bout de quelques mois. Ces derniers le convertissent en hôtel flottant puis en navire de croisière sous le nom d’Italis avant de le céder en 1980. Il connaît ensuite une période incertaine, tout d'abord nommé Noga dans le cadre d'une reconversion avortée en navire prison, puis est renommé Alferdoss. Sous ce nom, il ne quitte pas le port et commence à être démoli.
Finalement, le navire est revendu et doit devenir un navire hôtel en Thaïlande sous le nom d’American Star. Cependant, en 1994, pris dans une tempête alors qu'il est remorqué au large des Canaries, les aussières le liant à son remorqueur lâchent et le navire s'échoue dans une baie de la côte occidentale de Fuerteventura. Longtemps, la partie de la proue encore visible tient lieu d'attraction touristique, mais l'épave est depuis mars 2007 presque entièrement sous l'eau.
Depuis 2011, l'épave a totalement disparu et est totalement détruite[réf. nécessaire].

## Histoire

### Construction et début de carrière

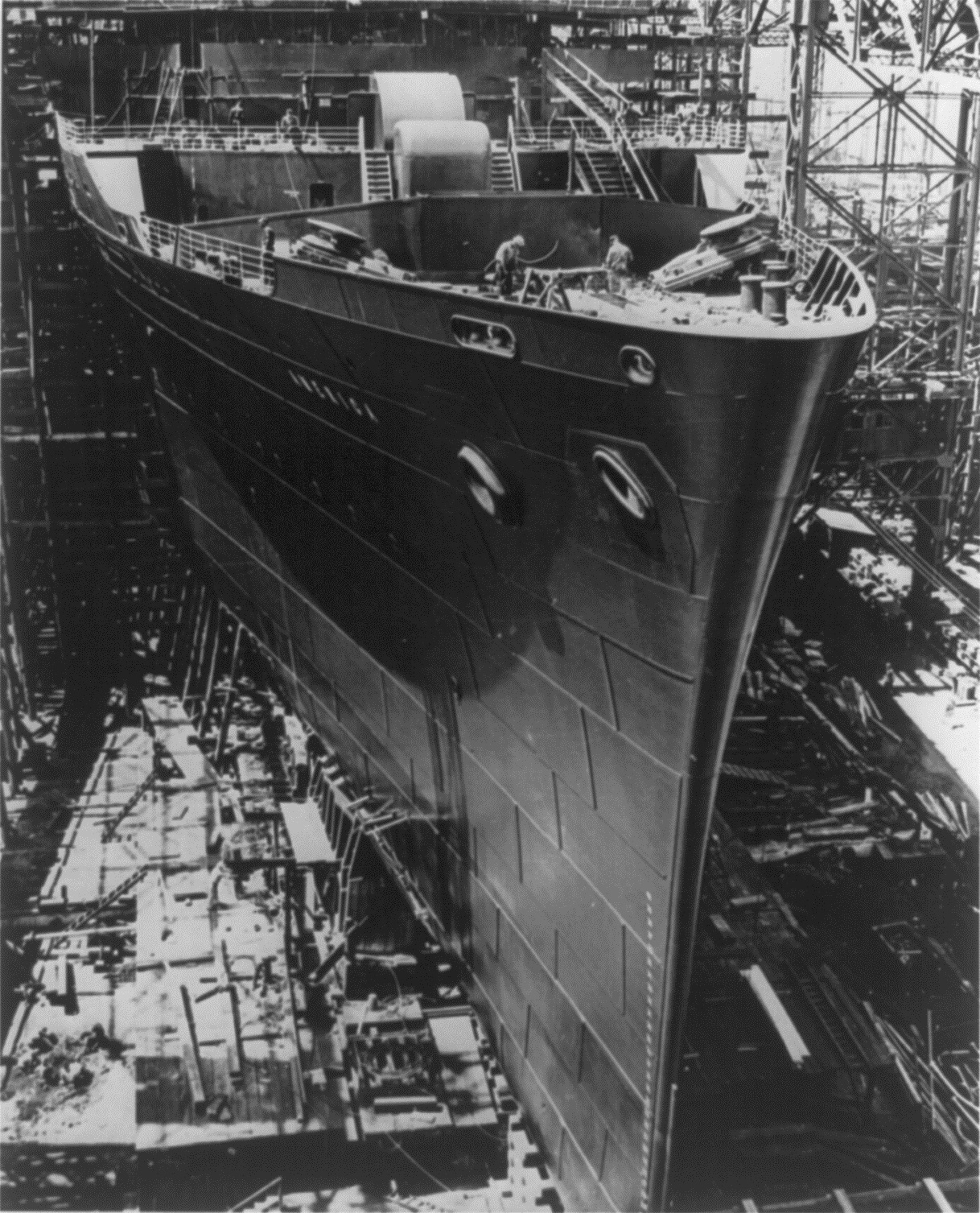
La construction de l’America.

Le projet menant à la construction de l’America émane de William Francis Gibbs, qui s'était auparavant consacré à la redécoration du Leviathan et qui est également le concepteur du paquebot United States (qui reste à ce jour le dernier détenteur du Ruban bleu). La construction du navire s'effectue dans les chantiers Newport News Shipbuilding and Dry Dock Company de Newport News en Virginie. La quille est posée le 22 août 1938. Pendant la construction on rencontre des problèmes avec les cheminées : la cheminée arrière, qui ne sert qu'à l'évacuation des fumées, ne parvient pas à faire monter la fumée au-dessus des ponts. On doit alors la remonter de cinq mètres.
Un an après le début de sa construction, le 31 août 1939, le paquebot, baptisé SS America est lancé avec la bénédiction de l'épouse de Franklin D. Roosevelt, la Première dame Eleanor Roosevelt. Le lendemain du lancement, la Seconde Guerre mondiale éclate. Cependant, les États-Unis étant neutres dans le conflit, l’America entame son voyage inaugural le 22 août 1940. Pour lui permettre de naviguer en toute sécurité, son nom et un grand drapeau des États-Unis sont peints sur ses flancs et éclairés la nuit. On ne lui fait pas faire de traversées transatlantiques (jugées trop dangereuses), mais des croisières sur les eaux américaines et entre les îles antillaises des Caraïbes. Par précaution, il est tout de même démagnétisé pour éviter les mines.
En 1941, deux espions nazis, Frank Joseph Stigler et Erwin Wilheim Siegler, s'engagent comme membres d'équipage sur l’America. À bord, ils récoltent des informations sur les mouvements des navires et les préparatifs de défense dans le canal de Panama. Ils observent et rapportent les préparatifs dans cette zone, et rencontrent d'autres agents allemands pour les tenir au courant de leurs agissements. Ils servent d'intermédiaire entre les États-Unis et les agents allemands à l'étranger, Stigler se faisant passer pour le chef boucher. Les deux restent sur le navire jusqu'à ce que l'US Navy convertisse le navire en USS West Point.
Stigler et Siegler, ainsi que 31 autres agents secrets allemands du Duquesne Spy Ring furent par la suite découverts par le FBI dans le cadre de la plus grande opération de contre-espionnage de l'histoire du pays. Stigler fut condamné à 16 ans de prison, et Siegler à 10.

### La Seconde Guerre mondiale

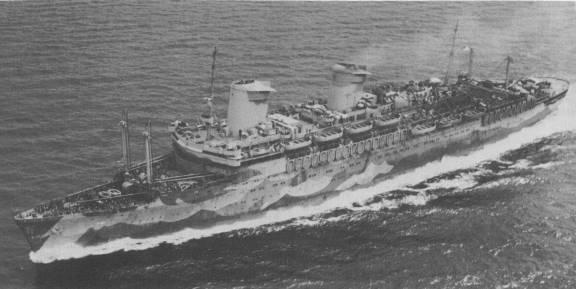
L'USS West Point.

À la suite de l'entrée en guerre des États-Unis, le paquebot est réquisitionné par l'US Navy, le 28 mai 1941 alors qu'il se trouve à Saint Thomas dans les Îles Vierges américaines. Le navire est affecté au transport de troupes. On le rebaptise USS West Point. En seulement onze jours, on multiplie par quatre sa capacité en passagers et sa coque, initialement noire et blanche, est repeinte en gris. Pendant la durée de son service en tant que transport de troupes, le paquebot transporte en tout plus de 350 000 hommes et parcourt une distance qui équivaut à quinze fois le tour de la Terre. Il surmonte finalement la guerre sans trop de dommages.

### Au service des United States Lines (1946-1964)
Le 22 juillet 1946, après la fin de la guerre, l'USS West Point est rendu aux United States Lines qui le rebaptisent America et lui font subir une refonte d'environ 6 millions de dollars, lui conférant maintenant un déplacement de 26 314 tonnes et une capacité de 1 689 personnes. À partir du 14 novembre 1946, il se met à circuler sur la ligne New York—Le Havre, effectuant enfin le service transatlantique pour lequel il a été conçu. Il fait de plus escale aux ports de Southampton, Cobh, et Bremerhaven (à partir du 25 octobre 1951). Lorsque son successeur, le United States, de construction semblable, bat le record mondial de vitesse le 3 juillet 1951, et remporte de fait le Ruban bleu (qui ne lui sera jamais repris), l’America se retrouve dans l'ombre de ce frère glorieux. À partir de 1960, on le réutilise comme bateau de croisière, les traversées transatlantiques subissant la concurrence de plus en plus forte des avions de ligne.
En septembre 1963, le paquebot est contraint, à la suite d'une controverse au sujet des installations sanitaires à bord, d'interrompre temporairement ses voyages. Jusqu'en février 1964, il est trouvé amarré à Hoboken, mais reprend son service par la suite.

### L’Australis(1964-1978)
Les affaires ne marchant plus aussi bien, l’America subissant la concurrence de navires plus récents et surtout de l'aviation, est vendu pour 1,5 million de dollars à l'Okeania SA, une branche du groupe D&A Chandris. Il est rebaptisé Australis et subit une refonte au Pirée pour en faire un paquebot monoclasse pour 2 285 passagers, d'un déplacement de 26 485 tonnes. De plus, sa coque est repeinte en blanc et ses cheminées en bleu, chacune arborant de chaque côté la lettre grecque X (Chi). Le 20 août 1965 il effectue son premier voyage, entre Le Pirée et Sydney, pour le compte d'une autre entreprise d'armement maritime.
À partir du 16 octobre, il entame un périple autour du monde, depuis Southampton à destination de l'Australie et de la Nouvelle-Zélande en passant par la Méditerranée, puis vers le Mexique par le canal de Panama, il refait escale aux Caraïbes avant de retourner finalement à Southampton. De 1969 à 1976, il navigue sous le pavillon de Panama, en transportant plus de passagers que n'importe quel autre liner. Cependant, les voyages en bateau perdant de leur succès des suites du boom de l'aviation, l’Australis se remet à contracter des dettes, et entame son dernier voyage sur cet itinéraire le 18 novembre 1977. Il est ensuite retiré de la navigation et amarré à Timaru en Nouvelle-Zélande.

### Au service de la Venture Cruise Line (1978)
Début 1978, le paquebot est vendu à l'American Cruise Line, société dont le nom est par la suite modifié en Venture Cruise Line. L’Australis arrive le 19 mai à New York et est renommé America. Il subit à nouveau une refonte et sa coque est repeinte en bleu. Son déplacement est alors de 26 353 tonnes. La Venture Cruise Line a l'intention d'utiliser le paquebot pour de courtes croisières, mais celui-ci n'en fait que deux, la première étant à destination de Martha's Vineyard le 30 juin 1978, car il est par la suite à nouveau mis hors de service. En effet, bien que l'aspect extérieur du paquebot soit acceptable, le fait est que les conditions à l'intérieur sont désastreuses. Certaines parties du bâtiment ne sont pas terminées, les matelas sont vieux, des rats et des blattes occupent le navire en grandes quantités et certains sanitaires sont hors de fonctionnement. Pour parachever le tout, le paquebot est surréservé, ce qui effraie encore plus les clients. L'armateur, peu fier de cette situation, est contraint d'amarrer l’America à New York. Peu après, le 20 juillet, la Venture Cruise Lines fait faillite.

### Italis,Noga,Alferdoss

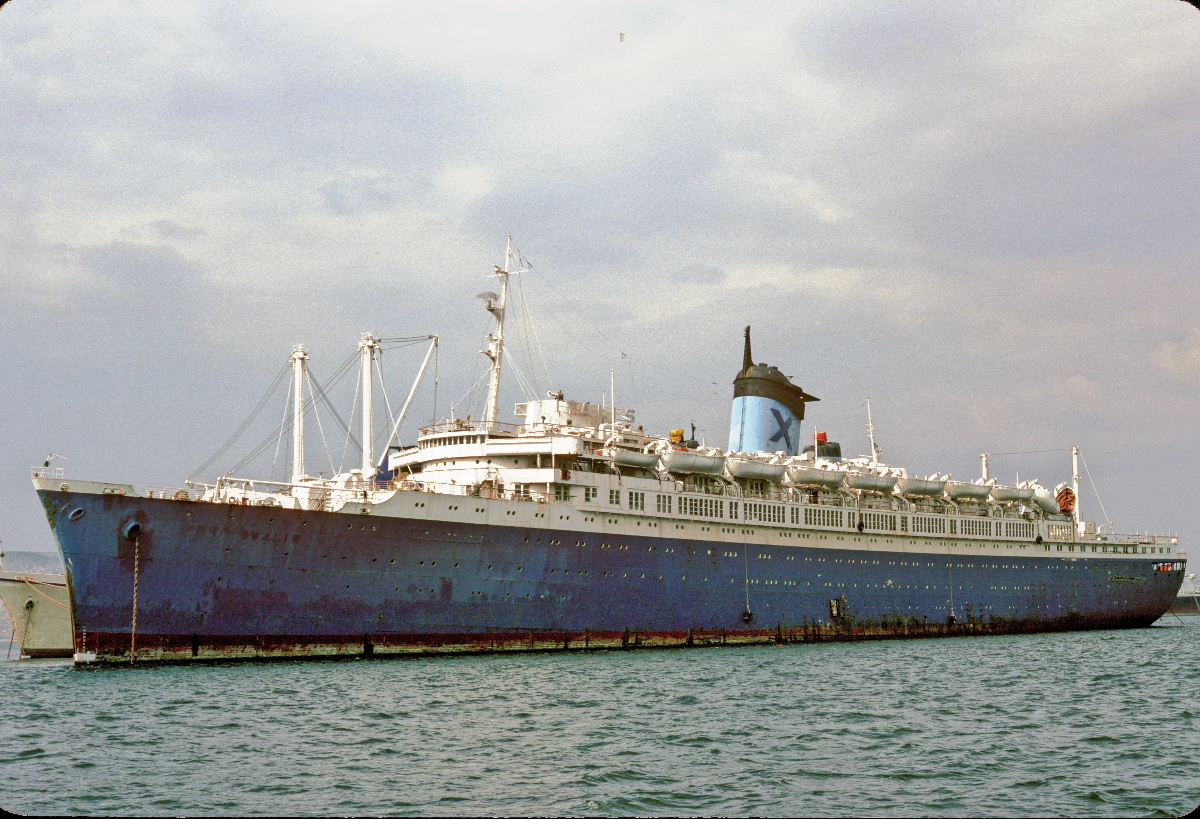
L’Alferdoss ancré dans la baie d’Eleusis en juillet 1986.

En août 1978, le tribunal cantonal américain décide de vendre l’America aux enchères. Le groupe D&A Chandris le rachète pour 1 million de dollars, et le fait enregistrer sous le nom d’Italis pour l'Okeania SA. Le bateau, déplacé à Éleusis, en Grèce, subit à cette occasion une refonte générale lors de laquelle sa cheminée avant est supprimée, en réponse à la corrosion déjà très avancée. Par ce biais, le profil du paquebot s'est trouvé modifié, ce par quoi les propriétaires espèrent faire de meilleures recettes.
Dès le milieu de 1979, l’Italis entame des croisières autour de la Méditerranée. Le plus souvent il transporte des latino-américains venant de Barcelone. Cependant, le paquebot de 41 ans ne poursuit pas longtemps cette activité et est à nouveau laissé à quai le 12 septembre à Éleusis.
Le navire est ensuite vendu à l'Intercommerce Corporation en 1980 et renommé Noga. La compagnie prévoit d'en faire un navire prison stationné à Beyrouth, mais cela ne se fait pas. En 1984, il est à nouveau vendu aux Silver Moon Ferries et est renommé Alferdoss (« paradis » en arabe). Cependant, on ne prend même pas la peine de changer le nom inscrit à sa poupe et sur son flanc tribord. Sous ce nom, il connaît un grave incident lorsqu'une inondation se produit dans la salle des machines et dans les quartiers de l'équipage. Le navire est alors échoué pour éviter qu'il ne sombre puis vidé et remis à flot. Par la suite, il retourne au port. À la fin des années 1980, le navire est vendu aux démolisseurs pour 2,5 millions de dollars. Après un paiement initial d'un million de dollars, ceux-ci commencent leur travail en démolissant les canots de sauvetage et leurs bossoirs, puis, à la suite d'un défaut de paiement, la démolition cesse. Le navire reste en l'état jusqu'en 1993.

### L’American Staret sa démolition

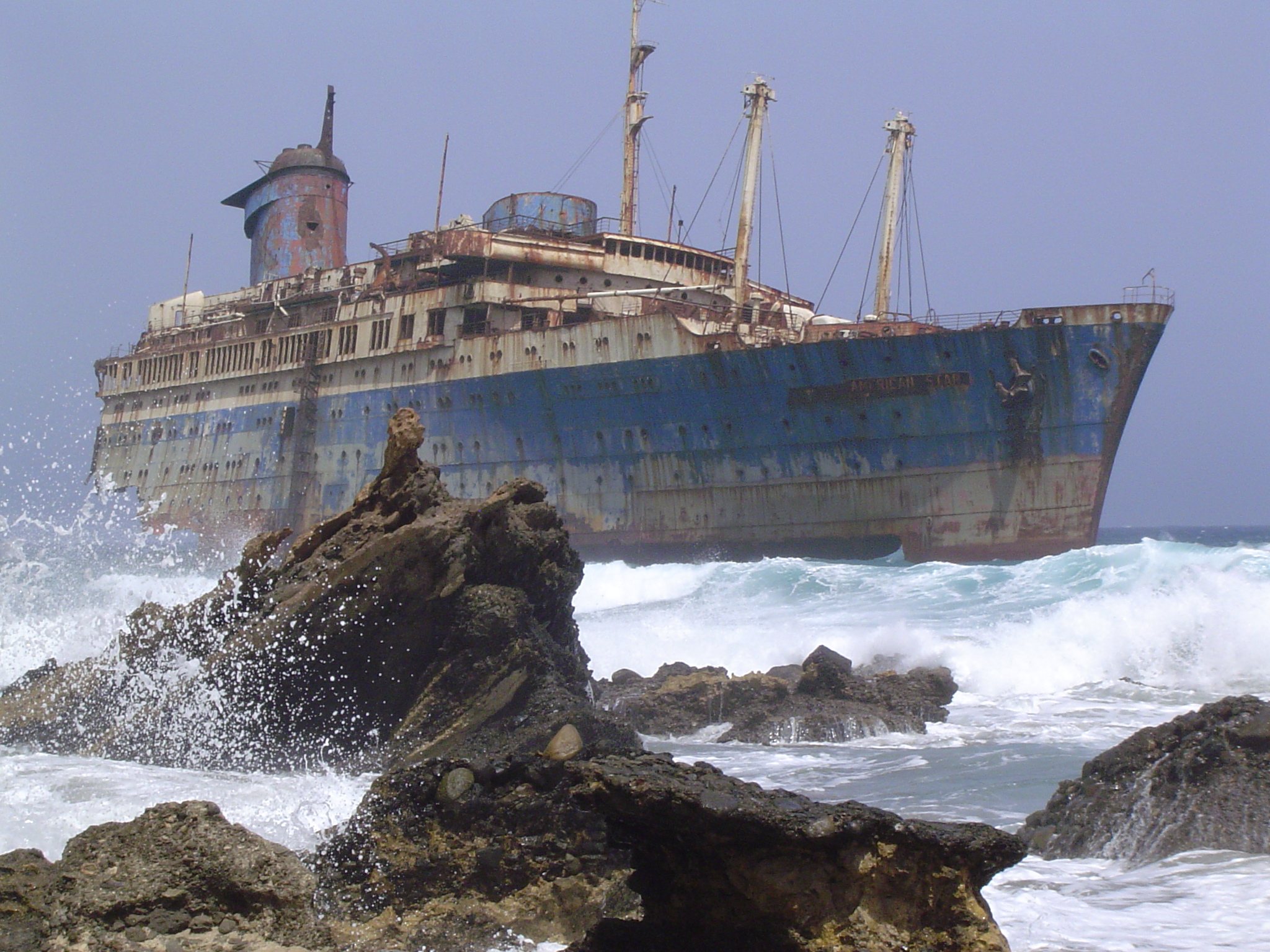
L'épave de l’American Star le 2 juillet 2004.

En février 1993, le navire est à nouveau vendu à une compagnie qui souhaite en faire un hôtel cinq étoiles flottant à Phuket en Thaïlande sous le nom d’American Star. En effet, un séjour en cale sèche révèle que, malgré le manque d'entretien, la coque du navire est dans un bon état. Après quelques transformations (ses hélices sont retirées et sa cheminée est peinte en rouge), une première tentative a lieu pour lui faire quitter la Grèce sous remorque le 22 décembre 1993, mais le mauvais temps fait avorter l'opération. C'est finalement le 31 décembre de la même année qu'il quitte le pays pour sa dernière traversée, remorqué par un navire ukrainien, le Neftegaz 67.
Le 15 janvier 1994, le paquebot remorqué se trouve alors au large des Canaries dans une tempête de vent de force 11 à 12 sur l'échelle de Beaufort. Les câbles de remorquage avec lesquels il est tiré ne résistent pas et se brisent. La tentative pour les fixer à nouveau ayant échoué, le SS American Star  est emporté, sans pouvoir manœuvrer, vers la côte de Fuerteventura, où il s'échoue deux jours plus tard sur la Playa de Garcey entre La Pared et Ajuy.
Peu avant, les quatre membres d'équipage qui se trouvaient sur le paquebot avaient été sauvés avec un hélicoptère. À cause du fort ressac avec des vagues jusqu'à dix mètres de haut, l'épave se rompt en deux parties au cours des premières 48 heures, à son endroit le moins solide, c'est-à-dire au niveau des ascenseurs et de la cage d'escalier derrière la cheminée.

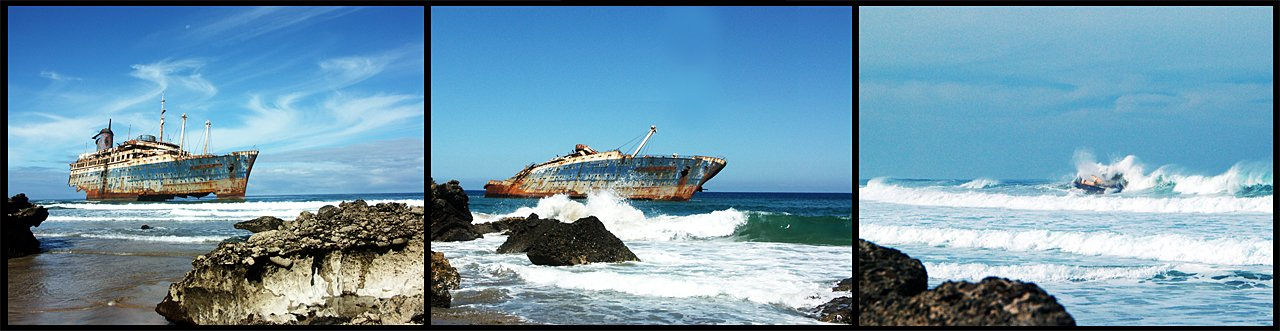
La détérioration de l'épave de 2005 à 2007.

La partie avant reste presque intacte jusqu'à la fin du mois de mars 2007, tandis que la poupe se renverse sur son flanc bâbord quelques mois après l'accident, et est peu à peu détruite par le vent et la mer. Des morceaux de poupe sont encore visibles aujourd'hui dans le sable, du moins ceux que les nombreux visiteurs de l'épave n'ont pas emporté avec eux. Sur des photos prises par satellite, on peut encore très bien reconnaître les contours de la poupe dans le sable. Le 6 juillet 1994, le bateau est attesté comme étant totalement perdu et est abandonné à la nature. La Chaophraya Development Transport Company est dédommagée en conséquence.
Certains bruits courent selon lesquels tout cela ne serait qu'une tromperie destinée à gagner l'argent de l'assurance, mais rien n'en atteste. Quelques jours seulement après l'échouement, des habitants partent en petits canots récupérer tout ce qui a de la valeur sur le paquebot. Au cours des nombreuses tentatives d'escalade du paquebot, plusieurs personnes perdent la vie en raison des dangers que l'épave présente ainsi que des courants marins dangereux à cet endroit.